# بنطال قصير
التُبّان أو البنطال أو البنطلون القصير أو السروال القصير ثوب كالسروال إلا أنه قصير إلى الركبة أو ما فوقها. يغطي الأرداف ويدور حول الخصر وينقسم لتغطية الجزء العلوي من الساقين، يمتد أحياناً وصولاً إلى الركبتين ولكنه لا يغطي كامل الساقين.
يقول بعض العرب حديثاً الشورت من كلمة (بالإنجليزية: Short)‏ وتعني بالعربية قصير لأنها نسخة مصغرة من البنطال. تُرتَدى السراويل القصيرة عادة في الصيف والمناطق الحارة. هناك مجموعة متنوعة من أشكال السراويل القصيرة بداية من ملابس البحر والرياضة مثل: شورت الملاكم، وصولاً إلى الأنواع الخاصة بالنساء.
في اللغة العربية هناك لفظان يمكن أن ينطبقا على الشورت وهما: التبان وهو بنطال (أو كما يسمونه في زماننا سروال) صغير يستر العورة المغلظة (الألية) فقط ويكثر من لبسه الملاحون وهذا يقابله الشورت القصير. أنْدَرْوَرْدِيَّة أو كساء أندرورد واللفظة أعجمية وهي نوع من السراويل مشمر فوق التبان يغطي الركبة لكن لا يصل للقدمين وهذا يقابله الشورت الطويل كالذي يلبسه لاعبو كرة القدم أو شورت برمودا

## التصاميم

### الفضفاض
السراويل الفضفاضة التي تصل إلى الركبتين. ارتبط هذا النوع كلباس رياضي وبالذات لكرة القدم والرياضات المماثلة منذ عام 1904، عندما أسقط اتحاد كرة القدم في إنجلترا حكمه الذي يتطلب من اللاعبين تغطية ركبتيهم. وسرعان ما حلت السراويل الطويلة مكان الملابس القصيرة جدا. حتى الستينيات، أشار لاعبو كرة القدم إلى هذه الملابس بأنها «كلسون»، ولكن بعد الستينيات، دخل مصطلح «شورت» إلى الاستخدام العام. خلال السبعينات والثمانينيات، أصبحت السراويل القصيرة بكثير لباس متعارف عليه بالنسبة للاعبي كرة القدم، ولكن بعد اعتماد السراويل الطويلة من قبل لاعبي توتنهام هوتسبر في مباراة أقيمت في 18 مايو 1991، وعلى الرغم من الاستهزاء المبدئي، أصبحت الشورتات الفضفاضة معروفة على نطاق واسع وتم ارتدائها مرة أخرى.